# 神々の愛 (カラッチ)
『神々の愛』（かみがみのあい、英: The Loves of the Gods）、または『ファルネーゼ画廊のフレスコ画』（ファルネーゼがろうのフレスコが、伊: Affreschi della Galleria Farnese）は、イタリア・バロック絵画のボローニャ派の巨匠アンニーバレ・カラッチと工房による一連の壮大なフレスコ画群で、ローマのファルネーゼ宮殿 (現フランス大使館) の西翼にある。フレスコ画群の中心となる穹窿天井のフレスコ画は、制作後たちまち大きな反響を呼び、アンニーバレの名を知らしめることとなっただけでなく、以後ヨーロッパ中の宮殿装飾の範となった。後世に、このフレスコ画は16世紀のマニエリスムからローマにおける17世紀のバロック、古典主義への発展を予期する様式転換を反映するものと見なされ、長らくミケランジェロのシスティーナ礼拝堂の絵画、ラファエロの間の絵画 (ともにヴァチカン宮殿) と並び、世界最高の絵画と称された。

## 背景
教皇パウルス3世の玄孫オドアルド・ファルネーゼは、アンニーバレと彼の工房に一家のファルネーゼ宮殿のピアノ・ノビーレにある画廊の装飾を委嘱した。しかし、その案は、高名な学者フルヴィオ・オルシーニが作ったものと思われる。この装飾制作のために、アンニーバレは何百枚という素描を重ね、全身全霊をあげて取り組んだ。17世紀の画家の伝記作者で、イデア論の弁明者ジョヴァンニ・ピエトロ・ベッローリによれば、「アンニーバレは魅力的で豊かな構図を描くための準備として、古代の大理石彫刻やバッカス祭の彫刻の素描を制作した」という。こうした素描の中で最も称賛を集めているのは、堂々とした裸体の習作で、それらはたちまち高い評価を得て、収集家が争って求めるものとなった。
絵画制作は1597年に開始され、穹窿天井の絵画は1600年に完成したが、壁面を含む画廊全体の絵画制作が終了したのはアンニーバレの死の1年前の1608年のことであった。ベッロ―リは、「おお、ローマよ、アンニーバレの天分と技術を誇るがよい。おまえに絵画の黄金時代がよみがえったのは、アンニーバレの功績なのだから」と述べている。
フレスコ画制作には彼の兄アゴスティーノ・カラッチが1597年から1600年まで加わったが、他にもアンニーバレの工房にいた弟子のジョヴァンニ・ランフランコ、フランチェスコ・アルバーニ、ドメニキーノ、シスト・バルダロッキオが制作に携わった。それは、ファルネーゼ家に寄食していたアンニーバレが制作途中で重いうつ病に罹ってしまったからである。アンニーバレは注文主のオドアルドからごくわずかの報酬しか支払われなかっただけでなく、宮仕えのストレスや孤独なども重なっていた。上述の弟子たちを呼び寄せてからは彼らに制作を任せ、自身は絵筆を一切執らなくなった。絵画の完成後まもなく亡くなったアンニーバレは生前の希望通り、尊敬するラファエロとともにローマのパンテオンに葬られた。

## 意匠と解釈

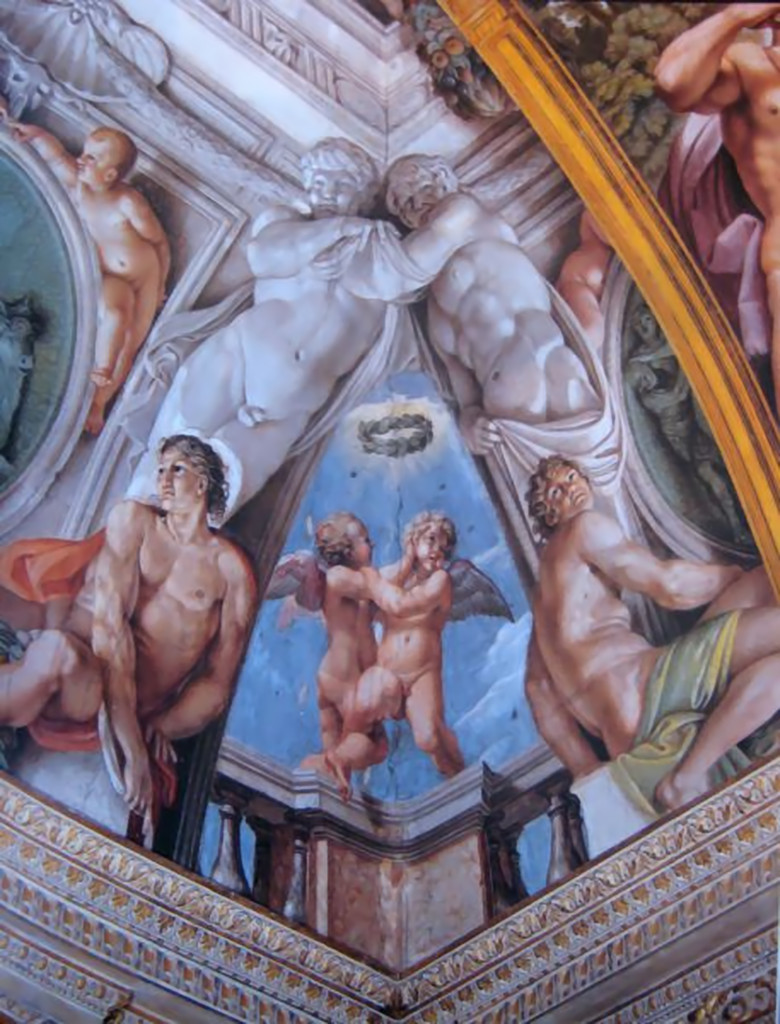
アタランテスとイニューディ (Ignudi) に枠取られたキューピッドとアンテロス

アンニーバレは最初、1595-1597年に小部屋カメリーノをヘラクレスの生涯の場面で装飾した。ヘラクレスの主題が選択されたのは、おそらく当時ファルネーゼ宮殿に『ファルネーゼのヘラクレス』 (ナポリ国立考古学博物館) が所蔵されていたからである。このような古代芸術を模倣する芸術の概念は、大画廊でも継続されたようである。
後にメトロポリタン美術館の館長となるトーマス・ホヴィングは大学院で研究を行っている間に、アンニーバレのフレスコ画と有名なファルネーゼ・コレクション中の古代彫刻との多くの関連性を指摘した。ファルネーゼ・コレクションの大部分は現在、ナポリのカポディモンテ美術館と国立考古学博物館に所蔵されているが、16-17世紀には、テーマ別にファルネーゼ宮殿に展示されていたのである。フレスコ画の多くの細部が、その下の大理石彫刻を補完すべく意匠されたというホヴィングの提言は一般的に認められている。
1597年に、アンニーバレは画廊の装飾を始めた。場面は神々の愛を表すもので、額絵を模した装飾法 「クアドリ・リポルターティ」と、「クアドラトゥーラ」と呼ばれる建築の枠取りを模倣した騙し絵上の偽ブロンズ・メダルに描かれた。イニューディ (ignudi、裸体像) 、プット、サテュロス、グロテスク、アタランテスが描かれた枠を縁取っている。

上述のベッローリは、これら一連のフレスコ画を「天上的愛に支配された人間の愛」であると呼んだ。この解釈は、穹窿の四隅に見られるキューピッド (ベッローリによれば俗愛を象徴) とアンテロス (聖愛を象徴) を表すプットの描写に主にもとづいている。たとえば、ベッローリは以下のように記述している。
画家は、様々な象徴によりプラトンが形作った天上の愛と一般の愛の間の闘争と調和を表現しようと望んだ。一角よに、彼は「一般の愛と闘い、その髪の毛を引っ張る天上の愛」を描いた。これは魂から悪徳を取り除き、高みへと引き上げる哲学であり、最も聖なる法則である。同様に、不死の月桂冠が眩い光の中、(プットの) の頭上で輝き、非理性的な欲望に対する勝利が人間を天国に引き上げることを示している。
ホヴィングは作品を別の方法で解釈しており、学術報告で以下のように記述している。
私の幸運な発見は、アンニーバレのフレスコ画を「肉体的情熱に対する天上の愛の優越性に関する新プラトン主義的エッセイ」という、受容されてきた解釈を打ち壊した。実際には、これらの絵画は、オリンピック選手のように逞しく淫乱な人物たちがお互いを叩きあっている愉快な祝宴であり、オドアルドの素晴らしいコレクションにオマージュを捧げる、上流階級の人々の心理ゲームなのである。

## 穹窿の場面

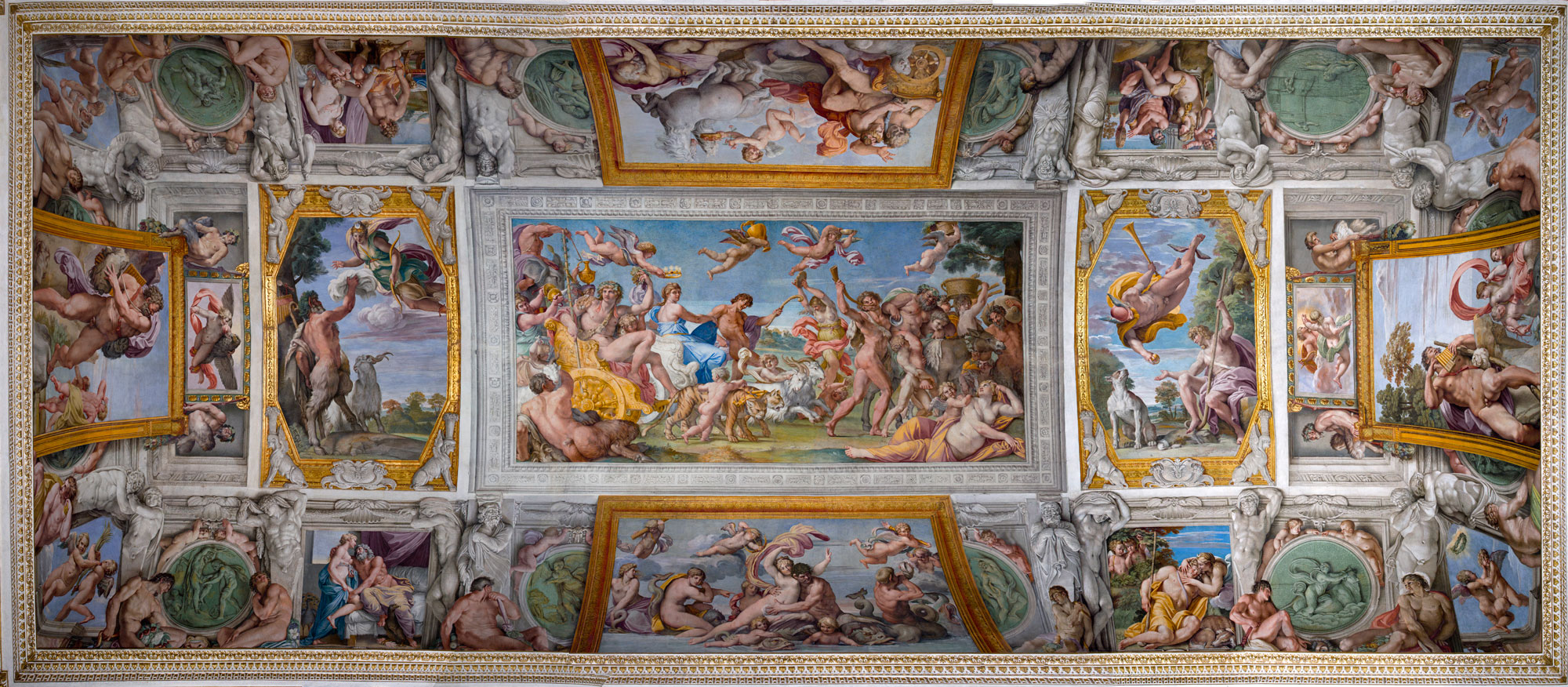
『神々の愛』、ファルネーゼ画廊の穹窿

四隅に表わされているプットに加えて、13の物語の場面を形成する『神々の愛』が穹窿に描かれている。それらを補完する形で、ブロンズのレリーフのように見える12のメダル (円形画) がある。これらのメダルは、さらなる愛、誘拐、悲劇の物語を描いている。穹窿の場面は以下のように配置されている。
- 中央の列 (画像の左から右に): 「パンとディアナ」、「バッカスとアリアドネの勝利」、「メルクリウスとパリス」

下部左から穹窿を時計回りの形で、残りの場面は以下のように配置されている。
- 西側 (画像の下部左から右に): 「ユピテルとユノ」、「海景」 (伝統的には「ガラテイアの勝利」) 、「ディアナとエンデュミオン」
- 西側のメダル (左から右に) : 「アポロンとマルシュアス」、「ボレアースとオリテュイア」、「オルフェウスとエウリュディケ」、「エウロパの略奪」
- 南側 (画像の右側): 「ポリュペーモスとガラテア」の上に「アポロンとヒュアキントス」
- 南側のメダル: おそらく「誘拐の場面」と「イアソンと金羊毛」
- 東側 (画像の上部右から左に): 「ヘラクレスとイオレー」、「アウロラとケファロス」、「ヴィーナスとアンキセス」
- 東側のメダル (右から左に): 「ヘーローとレアンドロス」、「パーンとシュリンクス」、「キューピッドとパン」
- 北側 (画像の左側): 「ポリュペーモスとアキス」の上に「ガニュメデスの誘拐」
- 北側のメダル: 「パリスの審判」、「パンとアポロン」

### 「バッカスとアリアドネの勝利」

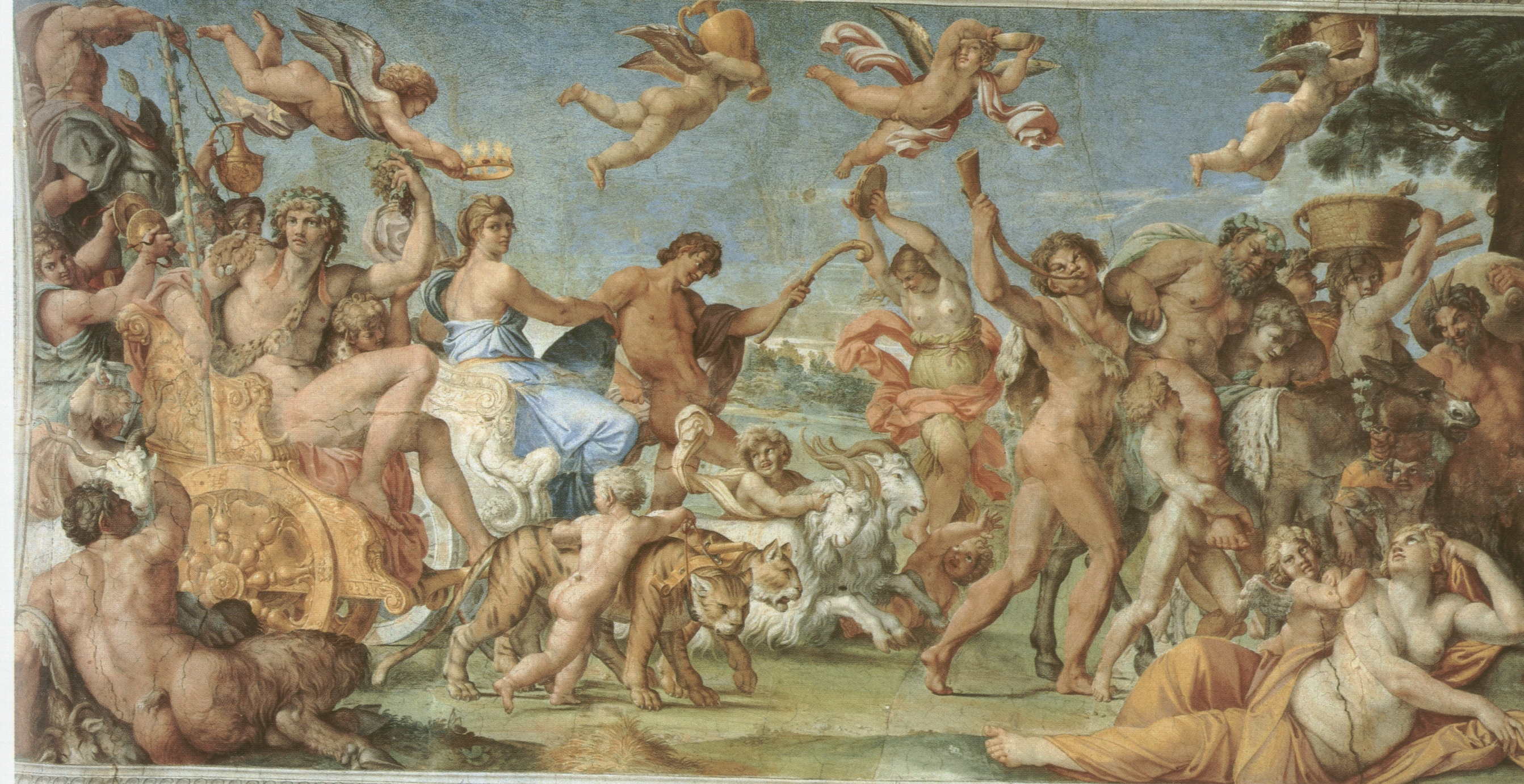
「バッカスとアリアドネの勝利」

中央のパネルに目立つように描かれている「バッカスとアリアドネの勝利」は、騒々しくも古典的に抑制されている行列がバッカスとアリアドネを愛の床に運ぶ情景を描いている。ここで根底にある神話は、酒の神バッカスが見捨てられた王女アリアドネの愛を勝ち得たということである。
この行列は、共和制と帝政時代の古代ローマで2頭立ての白い馬車に乗り、月桂冠を戴いた皇帝と勝利者が行った凱旋式を想起させる。アンニーバレの描く行列では、2人の恋人たちが座している車はトラとヤギに引かれ、ニンフ、バッカンティ (バッカスの巫女＝バッカスの信徒) 、トランペットを吹くサテュロスたちに伴われている。先頭では、バッカスの教師である、肥え太り、醜く、ふらつく酔いどれのシレノスがロバに乗っている。人物たちは、ほぼ男性器を注意深く隠しつつ浮かれ騒いでいる。
絵画の意匠はオウィディウスの『変身物語』 (VIII, 160-182行) を参照としており、精神面では、たとえば1475年ごろにロレンツォ・デ・メディチが書いたカーニヴァルの歌としての詩に表現される同時代のイメージに言及したものである。その歌にある詩は以下のように懇願する。
| Quest’è Bacco ed Arïanna, belli, e l'un de l'altro ardenti: perché ’l tempo fugge e inganna, sempre insieme stan contenti. Queste ninfe ed altre genti sono allegre tuttavia. Chi vuol esser lieto, sia: di doman non c’è certezza. | ここにバッカスとアリアドネがいる、 見眼麗しく、お互いを激しく求めて。 なぜなら時はすぐに過ぎ、欺くから、 彼らはいつも満ち足りて、ともにいる。 これらのニンフと他の人々は たえず喜びに満ちている 幸せを望む者には、そうさせよ。 明日のことは、我々にはまったくわからない。 |

## 遺産
アンニーバレのファルネーゼ画廊の装飾は、フレスコ画の新たな壮大で記念碑的様式を示している。それは、17世紀のローマでキャンバス画とフレスコ画両方に強い形式的影響を与えた。この絵画における古典主義的であると同時にバロック的な二重性は、次の世代のフレスコ画家アンドレア・サッキとピエトロ・ダ・コルトーナの間の、絵画に含むべき人物像の数に関する論争を引き起こすこととなった。アンニーバレの構図の意匠と人物像の配置および表現は 、サッキ、プッサンなどの画家に影響を与える一方、彼の快活な物語様式はコルトーナに影響を与えた。

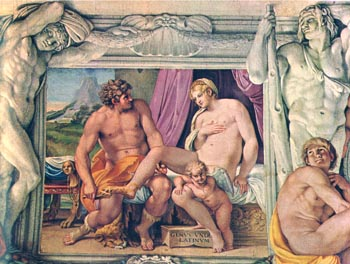
「ヴィーナスとアンキセス」架空の描かれた建築的要素を場面の周囲に表わしている。

当時、アンニーバレは、古典主義様式を再生した主要な画家の1人であると見られていた。対照的に、数年後には、カラヴァッジョやその追随者などの画家たちが光と色彩で空間を表すことに反旗を翻し、代わりにテネブリズムの劇的なリアリズムを彼らの芸術に導入することとなった。しかし、アンニーバレを単に伝統の継承者として見るのは不適切である。当時、彼とその協力者たちの力強く、ダイナミックな様式は、ローマの顕著な美術様式を変貌させた。彼の作品は異教的な主題を抑制されない喜びとともに扱い、修辞に満ちた生気の乏しい当時のマニエリスムに不満を抱く多くの芸術家たちにとっては解放的なものとして見られたことであろう。アンニーバレは踊りと喜びを描いたのである。
後の新古典主義の形式と厳格さの追随者たちは、アンニーバレの過剰性に眉をひそめた。しかし、当時、彼は、ヴィラ・ファルネジーナのロッジアにある、ラファエロとジュリオ・ロマーノのフレスコ画の伝統にもとづく古典的美に最も近似したものを見事に達成したと見られたことであろう。しかし、ラファエロとは違い、アンニーバレの人物像はミケランジェロ的な筋肉質の身体を持ち、盛期ルネサンスのしばしば感情を表さない顔貌から隔たっている。